# Agapetus hieianus
Agapetus hieianus là một loài Trichoptera trong họ Glossosomatidae. Chúng phân bố ở miền Cổ bắc.